# 泾东路
泾东路是中華人民共和國上海市虹口區一條南北走向道路，北起四平路，南至曲陽南路，道路於1957年前筑，最初因道路南端有龙王庙，所以道路得名庙后路。後又因道路位於沙涇港東側，1964年後更名為泾东路。泾东路周邊環境髒亂差，2014年，嘉兴路街道对泾东路开展市容环境集中整治。